# 蔓长春花
蔓长春花（学名：Vinca major）为夹竹桃科蔓长春花属的植物，又称攀缠长春花（江苏南部种子植物手册）。分布于台灣本島、欧洲以及中国大陆的浙江、江苏等地，目前已由人工引种栽培。

## 变种
花叶蔓长春花（学名：Vinca major var. variegata）为夹竹桃科蔓长春花属蔓长春花的变种。分布在中国大陆的江苏等地。

## 参考文献

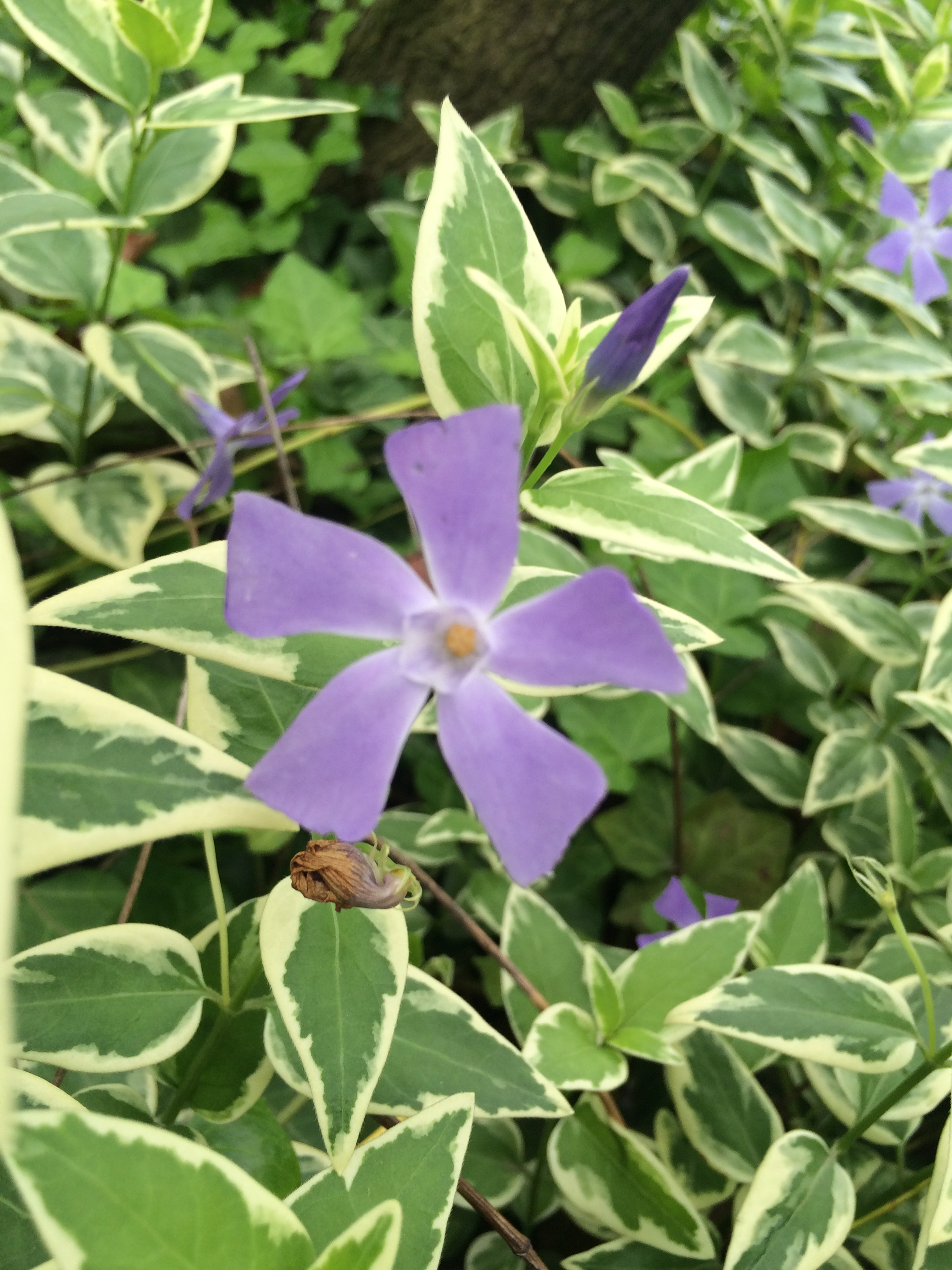
金边蔓长春花